# Mariakapel (Mierlo)
De Mariakapel in Mierlo is een kleine kapel gebouwd ter ere van de terugkomst van Mierlose soldaten die hadden gevochten tegen de onafhankelijkheid van Nederlands-Indië. De kapel werd in 1951 gebouwd in aan de Sint-Sebastiaanweg in Mierlo. 
Naar de Mariakapel is de Kapelweg genoemd. Na de aanleg van de Santheuvel, de rondweg van Mierlo, loopt deze weg niet meer naar de kapel, maar sinds de aanleg van de nieuwbouwwijk Loeswijck is de route deels hersteld via de Sperweruil en de Dwerguil.